# Протести в Иран (2017 – 2018)
Редица обществени протести се провеждат в градове в Иран, започнали на 28 декември 2017 г. и продължили до 2018 г.
Първият протест се състои в Машхад, втория по големина град в Иран, първоначално фокусиран върху икономическата политика на правителството на страната. Протестите се разпространяват в цялата страна, техният обхват се разширява и включва политическа опозиция срещу теократичния режим на Иран и дългогодишния му върховен лидер Али Хаменеи
Протестите отбелязват най-интензивното вътрешно предизвикателство пред иранското правителство след протестите през 2009 г. Тези протести обаче се различават от Зеленото движение сред участниците, причините и целите. Докато някои анализатори твърдят, че протестите са резултат от неблагоприятни икономически политики, приети от администрацията на иранския президент Хасан Рухани, други твърдят, че недоволството от теократичния режим и Върховния лидер са действителните причини за размириците. Рухани признава на 8 януари 2018 г., че „хората имат икономически, политически и социални потребности“.
Според иранските власти, протестите се превръщат в насилие в някои части на страната, а иранската държавна телевизия съобщава, че протестиращите са атакували полицейски участъци, военни служители и са предизвикали пожари. До 2 януари 2018 г. най-малко 23 протестиращи и 2 членове на силите за сигурност са убити. Освен това, 3700 демонстранти са арестувани според Махмуд Садехи, реформаторски депутат от Техеран, въпреки че официалните данни са много по-ниски. На 5 януари 2018 г. четирима специални докладчици на Службата на Върховния комисар на ООН по правата на човека, призовават иранското правителство да признае и уважи правата на протестиращите и да прекрати блокирането на интернет.
В реакция срещу протестите, хиляди държавни поддръжници организират проправителствени митинги в повече от дузина градове в Иран.

## Предистория
Сегашният режим на Иран идва на власт след иранската революция от 1979 г., в която династия Пахлави е свалена в полза на теократична ислямска република, ръководена от върховния лидер Рухолах Хомейни.
От 1989 г. насам, Али Хаменеи управлява Иран като върховен лидер, което го прави втори по управление държавен глава в Близкия изток (след оманския султан Кабос), както и вторият най-дълъг лидер на Иран от миналия век, след Шах Мохамед Реза Пахлави. Иранският президент Хасан Рухани, който е преизбран през 2017 г., има малка власт в сравнение с Хаменеи в иранския режим.
През 2006 г., след международни опасения относно правителствената ядрена програма, на Иран е наложен всеобхватен, международен режим на санкции. През 2015 г. Иран договаря споразумение с големите сили на света в замяна на икономическо облекчение. Много иранци се надяват, че освобождаването от санкции ще доведе до икономически просперитет, това обаче не достига до средния иранец. Вместо това, ползата от облекчаването на санкциите главно се отнася до държавните фирми, контролирани от Върховния лидер Али Хаменеи. През 2017 г. според Иранската търговска камара, 33% от иранците живеят под прага на бедността. Също така разликата между богатите и бедните се задълбочава. Последните икономически трудности се оказват причина за подбуждане на икономически протести и разкриване на правителствената корупция.
Събитията от 2017 – 2018 г. са най-големият протест в Иран след протестите на иранските президентски избори през 2009 г.

## Развитие

### Декември 2017 г.
Демонстрациите са започнати от тълпи, протестиращи в Машхад, вторият по население град. Протестите се разпространяват в над 70 града, включително Нейшабур, Кашан, Керман, Керманшах, Кашмар, Ращ, Есфахан, Арак, Бандар Абас, Ардабил, Казвин, Хамеден, Сари, Бабол, Амол, Шахиншар, Шахрекорд, Шираз, Кормарабад, Занян, Горган, Захеден, Урзия, Доруд, Язд и Шахруд.
В някои демонстрации протестиращите скандират „Реза Шах, да се благослови душата“, позоваване на Реза Шах, лидер на Иран през 1925 – 1941 г. и основател на династията Палави, който е свален от революцията от 1979 г., довела до установяването на сегашното управление. Протестиращите също използват лозунги, възхваляващи Мохамед Реза Пахлави и неговия син и бивш наследник на изселената династия Пахлави, принц на Иран. Протестиращите призовават Хаменеи да се оттегли, както и късат и палят плакати на Хаменеи в Техеран. Протестиращите също крещят „смърт за диктатора“.
Протестите първоначално са за икономически неволи, срещу високата цена на стоки, но „бързо се променят“, срещу иранското участие в Близкия изток, както и самото правителство. Демонстрациите продължават в петък след залез слънце. Множество хора са арестувани в Техеран.
На 30 декември протестите продължават, докато трима са убити и други ранени при стрелба от революционните гвардейци по време на нощните протести в централен Иран. Тъй като съботата съвпада с годишнината от проправителствения митинг в Иран, проведен на 30 декември 2009 г., около 4000 души присъстват на проправителствен митинг в Техеран. Според държавната телевизия, проправителствени митинги се провеждат в общо 1200 населени места. В същото време, за пръв път се появяват антиправителствени бунтове в Техеран, където студентите от Техеранския унивеситет използват антиправителствени лозунги, преди да бъдат разпръснати от полицията. Плакатите на Хаменеи са свалени в Техеранския университет. Достъпът до интернет е спрян в някои части на страната, включително в много райони в Техеран.
Иранският вътрешен министър Абдолреза Рахмани Фазли предупреждава, че онези, които „нарушават заповедта и закона, трябва да носят отговорност за поведението си и да плащат цената“. Рахмани Фазли заявява в изявление по държавната телевизия, че „страхът и терорът определено ще се сблъскат“.
Антиправителствените протести продължават за четвърти ден. 200 души са арестувани в Техеран в неделя на 31 декември 2017 г. и още 10 са арестувани в провинция Западен Азербайджан.
Рухани в първите си коментари след дни на антиправителствени демонстрации заявява, че хората имат право да протестират, но подчертава, че насилието, вандализмът и политическите лозунги трябва да се избягват, тъй като те само влошават условията на хората.
Според държавните медии на Иран, които не могат да бъдат потвърдени от независими източници, някои въоръжени демонстранти се опитват да поемат контрол над полицейските участъци и военните бази, но са отблъснати от силите за сигурност. Потвърдено е, че 10 души са били убити по време на сблъсъци в неделя вечер.
- Антиправителствен протест в Техеран, 31 декември 2017 г.
- Техеран, 30 декември 2017 г.
- Техеран, 31 декември 2017 г.

### Януари 2018 г.
Протестите продължават в понеделник 1 януари 2018 г. в Техеран и в други градове в цялата страна. Държавните медии съобщават, че един член на правителствените сили за сигурност е застрелян по време на протестите на 1 януари.
Сблъсъците между протестиращи и силите за сигурност водят до смъртта на девет души на 2 януари. Държавната телевизия съобщава, че шест от тези смъртни случаи са настъпили, след като протестиращите се опитват да взривят полицейски участък в Кахдариджан с намерението да крадат оръжия. Освен това 11-годишно момче и 20-годишен мъж са убити в град Хомейнишахр, а член на революционната гвардия е убит в Наджафабад. И тримата са убити с ловни пушки. От началото на протестите са арестувани 550 души. 90% от арестуваните са на възраст под 25 години.
На 3 януари в Иран има спорадични демонстрации. В град Малайер започват демонстрации след залез слънце и техните скандирания са насочени към Върховния водач. Видеоклиповете онлайн показват и демонстрации в северния град Ношахр, като протестиращите викат „смърт за диктатора“. Генерал-майор Мохамед Али Джафари, началникът на Корпуса на ислямската революционна гвардия, изпраща сили до провинциите Хамадан, Исфахан и Лорестан, но по-късно заявява, че „разселеността“ и броят на протестиращите са около 1500 на отделни места и около 15 000 в страната. Иранците, живеещи извън Иран, организират демонстрации в подкрепа на протестите в Иран. Тези митинги се провеждат в градове като Стокхолм, Атина, Берн и Кьолн.
Според съобщението на иранското министерство на разузнаването на 4 януари, трима членове на гвардията са убити, като е разбита антиправителствена „терористична клетка“ в северозападния град Пирансар. Според тях, „терористичната клетка“, която притежава оръжия и взривни вещества, е била създадена с цел поставяне на взривове и убийства на невинни в Иран, за да ескалира размириците. В четвъртък, 4 януари, са проведени антиправителствени демонстрации в градовете Санандай, Букан, Камяран, Дезфул, Аваз и Ращ.
На 5 януари експертите на ООН по правата на човека призовават Иран да зачита правата на протестиращите и да сложи край на цензурата в интернет. Иранската революционна гвардия заявява, че народът на Иран и силите за сигурност, включително полицията и Министерството на разузнаването, са победили в бунтовете. Революционната гвардия заявява, че Съединените щати, Великобритания, Израел, Саудитска Арабия, муджахидини от Иран и монархистите са отговорни за вълненията.
Според доклад в Ал Кауд ал-Араби, бившият президент Махмуд Ахмадинеджад може да е арестуван в Иран и да бъде под домашен арест с одобрението на върховния лидер Али Хаменеи за „подбуждане към насилие“, след като критикува сегашното правителство на Иран по време на протестите.
Сина Ганбари, 23-годишен мъж, арестуван по време на протестите, е съобщено, че е починал в затвора Евин по неуточнени причини. Иранският депутат Таиебе Сиавоши заявява, че протестиращият е извършил самоубийство в затвора.
Хиляди демонстранти, които държат плакати с лика на Реза Пахлави II, шестват в Лос Анджелис, дом на голяма иранска имигрантска общност, за да покажат подкрепа за протестите срещу режима в Иран. Около 2000 протестиращи в Уестууд, Калифорния, се събират в подкрепа на протестиращите в Иран.

## Проправителствени протести
Протестите съвпадат с годишния митинг, отбелязващ „Дей 9“, 4000 души, които присъстват в подкрепа на правителството.
На 3 януари хиляди противници протестират по време на проправителствени митинги, излъчени по националната телевизия, като много от тях държат плакати, разпределени от правителството, а някои пеят лозунги в подкрепа на Хаменеи и срещу предполагаемо участие на САЩ в бунтовете. Според „Вашингтон пост“ митингите изглеждат като „държавно организирани събирания“, докато Фарската агенция, свързана с революционната гвардия, ги описва като „революционното избликване на иранския народ срещу закононарушителите“.
Проведените проправителствени митинги продължават в следващите дни в няколко ирански града.
- Проправителствен митинг в Кум, 3 януари 2018 г.
- Проправителствен митинг в Хамедан, 3 януари 2018 г.
- Проправителствен митинг в Ахваз, 3 януари 2018 г.

## Правителствен отговор

### Забрана на английския език
Иран забранява преподаването на английски в основните училища след масовите протести. Хаменеи преди заявява, че се проправя пътя за „културно нахлуване“ на западните ценности.

### Медийно отразяване и цензура
В изявленията на иранския министър на вътрешните работи Абдулреза Рахмани Фазли се казва, че неправилното използване на социалните мрежи „причинява насилие и страх“, като по-нататък заявява, че „такова поведение ще бъде прекратено“. Иранският информационен канал „Ислямска република Иран“ има забрана да отразява протестите.
Докладите на независими медийни организации в Иран са ограничени. Иранските държавни медии обаче обсъждат коментарите на Рухани за протестите, които са, че „хората имат право да критикуват“, но властите няма да търпят антисоциално поведение и че критиката е „различна от насилието и унищожаване на публични имоти“.

### Интернет
В някои региони доставчиците на интернет услуги в Иран, които са пряко собственост на Иранската революционна гвардия или са тясно свързани с тях, и които пряко се отчитат пред Върховния лидер на Иран, блокират достъпа до интернет в няколко града, тъй като протестите продължават. Преди това няколко сателитни мрежи в Иран са блокирани и интернет и телефоните са отрязани. VPN, които предлагат вратичка в интернет, също са изключени.
Според „BGP Stream“ на OpenDNS, на 1 януари 2018 г. интернет трафика на Иран спада с близо 50%. В същото време броят на иранците, които използват програмата Tor, се е увеличил значително по време на протестите.

### Telegram
Услуга за съобщения Telegram изиграва важна роля в разпространяването на новините за протестите.
На 30 декември 2017 г. иранското правителство иска закриването на канал за телеграми, управляван от Рухолах Зам, който призовава за използване на ръчно изработени взривни вещества срещу силите за сигурност. Искането е удостоено с Telegram, а неговият главен изпълнителен директор Павел Дуров получава критики за спазването на искането. Каналът е възстановен на следващия ден, след като администраторът, който публикува публикацията, призоваващ за насилие, е блокиран. На 31 декември иранското правителство блокира достъпа до Telegram, след като отказва да забрани друг канал. Главният изпълнителен директор на Telegram Павел Дуров казва по телефона, че „иранските власти блокират достъпа до Telegram за мнозинството иранци, след публичния ни отказ да прекратим услугата и други мирно протестиращи канали“.
Правителството вдига ограниченията на телеграм на 13 януари 2018 г.

### Instagram
Иран блокира Instagram на 31 декември 2017 г. Достъпът е отново възстановен на 6 януари 2018 г.

### Арести
До 14 януари над 440 протестиращи, които са арестувани по време на бунтовете в Техеран, са освободени, според прокурора от Техеран Абас Джафари Долатабади.
На 19 февруари съд в Малайер осъжда 15-годишно момче на пет години затвор за сваляне на флага на Ислямска република Иран в квартал на града.

## Резултат
На извънредно заседание на парламента е решено през следващите няколко дни, да се обмисли отмяната на вдигането на цените на електроенергията и водата.